# Acacia daviesioides
Acacia daviesioides é uma espécie de leguminosa do gênero Acacia, pertencente à família Fabaceae.